# 陕西广播电视台影视频道
陕西广播电视台影视频道，为陕西广播电视台旗下的一条电视频道，该频道原是陕西有线电视台影视频道，2002年1月1日更名为陕西电视台影视娱乐频道，2012年改为现名。